# Aconitum heterophylloides
Aconitum heterophylloides är en ranunkelväxtart som först beskrevs av Brühl, och fick sitt nu gällande namn av Otto Stapf. Aconitum heterophylloides ingår i släktet stormhattar, och familjen ranunkelväxter. Utöver nominatformen finns också underarten A. h. leucanthum.